# Pääsaaret (ö)
Pääsaaret är en ö i Finland. Den ligger i sjön Pihlajavesi och i kommunen Nyslott i  landskapet Södra Savolax, i den sydöstra delen av landet, 270 km nordost om huvudstaden Helsingfors. Öns area är 5,6 hektar och dess största längd är 0,6 kilometer i öst-västlig riktning.  Notera att namnet antyder att det är fråga om flera öar.